# Jericho (Album)
Jericho ist die erste Neuveröffentlichung der kanadischen Folk- und Country-Rock-Gruppe The Band seit ihrer Auflösung Ende der 1970er Jahre. Das Album erschien am 2. November 1993 auf Pyramid Records, einem Sublabel von Rhino. Von den Gründungsmitgliedern der Band waren nur noch Rick Danko, Levon Helm und Garth Hudson übriggeblieben – abgesehen von dem Produzenten John Simon, der schon die ersten Alben der Gruppe produziert hatte. Robbie Robertson entschied sich gegen eine Teilnahme an der Reunion, während Richard Manuel bereits 1986 Suizid begangen hatte. Ersetzt wurden die beiden Musiker durch den Gitarristen Jim Weider, den Schlagzeuger Randy Ciarlante und den Keyboarder Richard Bell. Außerdem sind vierzehn Gastmusiker auf dem Album zu hören.
Jericho enthielt fast ausschließlich Coverversionen von Songs anderer Interpreten, was vor allem dadurch zu erklären ist, dass die Band in Robertson ihren wichtigsten Songwriter verloren hatte. Nur bei Remedy, The Caves of Jericho und Move to Japan handelte es sich um Kompositionen von Bandmitgliedern. Außerdem war auf dem Album eine ältere Aufnahme, Country Boy, enthalten, auf der Richard Manuel noch mitspielt.
In den US-amerikanischen Billboard-Albencharts erreichte Jericho Platz 166. Von der Kritik wurde das Album teils wohlwollend aufgenommen, konnte jedoch auch in dieser Hinsicht nicht an frühere Erfolge anknüpfen.
Auf dem Cover des Albums ist das pinke Haus in Saugerties im Bundesstaat New York abgebildet, in dem die Band, damals noch unter dem Namen „The Hawks“, zusammen mit Bob Dylan unter anderem The Basement Tapes aufnahm, und nach dem auch ihr Debütalbum Music from Big Pink benannt ist.

## Trackliste
1. Remedy (Colin Linden/Jim Weider) – 4:25
2. Blind Willie McTell (Bob Dylan) – 6:42
3. The Caves of Jericho (Richard Bell/Levon Helm/John Simon) – 5:23
4. Atlantic City (Bruce Springsteen) – 5:16
5. Too Soon Gone (Jules Shear/Stan Szelest) – 3:59
6. Country Boy (Marshall Barer/Fred Brooks) – 3:17
7. Move to Japan (Joe Flood/Helm/Simon/Szelest/Weider) – 4:25
8. Amazon (River of Dreams) (Artie Traum) – 6:00
9. Stuff You Gotta Watch (Muddy Waters) – 2:50
10. Same Thing (Willie Dixon) – 4:31
11. Shine a Light (Marty Grebb/Daniel Moore) – 4:12
12. Blues Stay Away from Me (Alton Delmore/Rabon Delmore/Henry Glover/Wayne Raney) – 6:01

## Gastmusiker
- E-Piano / Saxophon / Bläser: John Simon
- E-Piano: Stan Szelest (Tracks 2 & 4)
- Klavier: Champion Jack Dupree (Track 2)
- Fidel: Vassar Clements (Tracks 3 & 9)
- Mandoline: Erie Brazilian (Track 4)
- Keyboard: Rob Hyman (Track 4)
- Schlagzeug: Steve Jordan (Track 12)
- Backing Vocals: Jules Shear (Track 5)
- Steelguitar: Tommy Spurlock (Track 3)
- akustische Gitarre: Artie Traum (Track 8)
- Backing Vocals: Colin Linden (Track 8)
- Tenor- und Baritonsaxophon: Bobby Strickland (Tracks 1 & 9)
- Trompete: Dave Douglas (Tracks 1 & 9)
- E-Bass: Rob Leon (Tracks 3, 5 & 8)